# Taller Gibert i Junyent
El Taller Gibert i Junyent, conegut també com l'Electra, és un edifici del centre de Terrassa, protegit com a bé cultural d'interès local. És situat a la cantonada dels carrers de Sant Isidre i del Pantà.

## Arquitectura

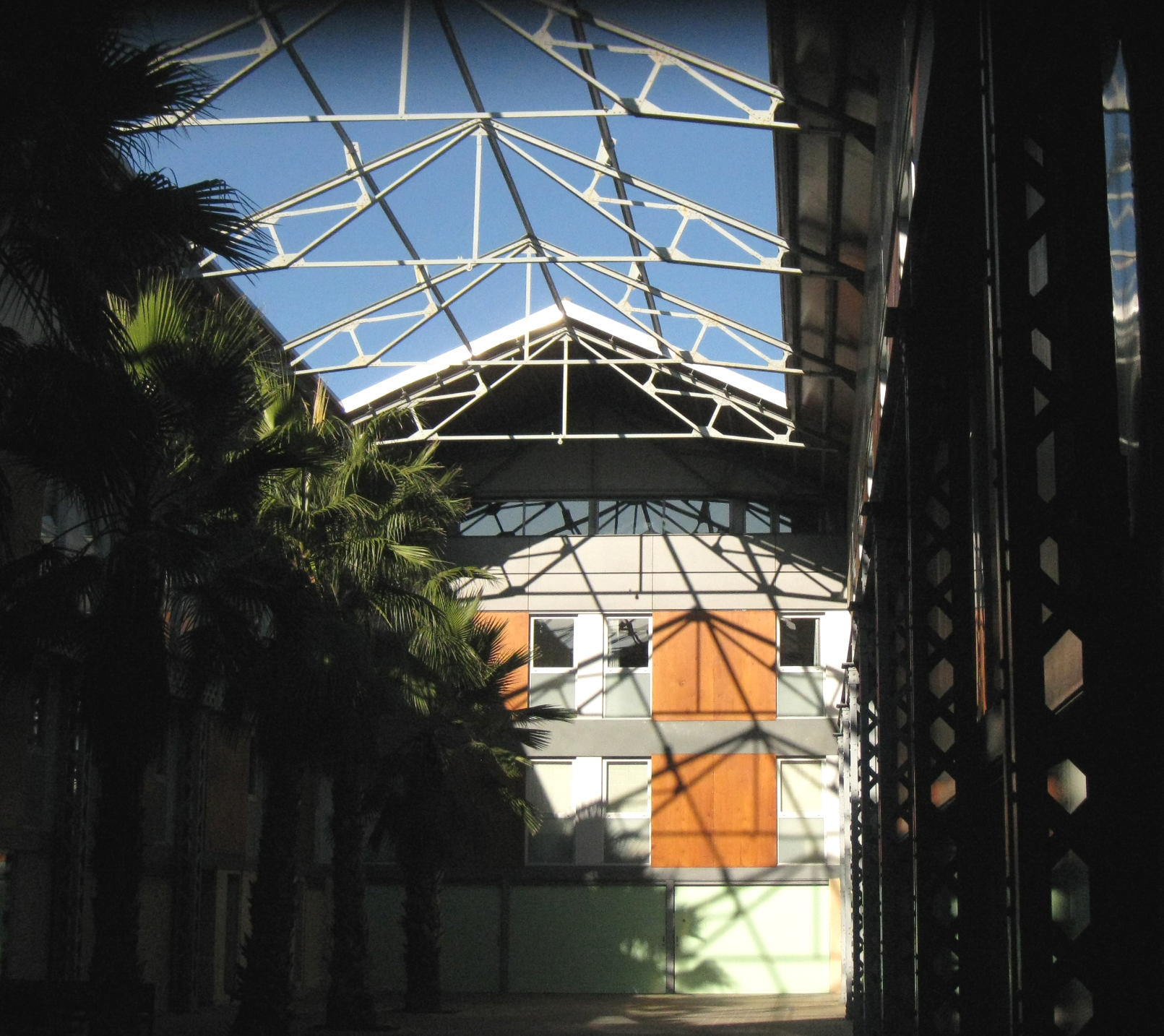
Vista de l'interior reformat, amb la lluerna central

És un edifici industrial cantoner de grans proporcions. Consta d'una gran nau rectangular dividida en dos pisos, que s'exterioritza mitjançant una línia d'imposta que marca el forjat que recorre tota la façana. La façana del carrer de Sant Isidre és més estreta i forma un capcer triangular, el centre del qual està dominat per dues grans obertures, la inferior geminada, rectangular, i la superior en arc de mig punt, resseguit per un guardapols que enllaça amb les impostes del forjat. La façana del carrer del Pantà, molt més llarga, es troba subdividida aparentment en sentit vertical pels baixants de l'aigua, coincidents amb les inflexions de la coberta en cada tram. A la vegada, cada tram presenta un joc de dues obertures en arc rebaixat a la planta baixa, i tres al pis superior. La coberta és a dues aigües, amb cavalls metàl·lics i una gran lluerna al llarg de la nau.

## Història
Josep Gibert i Escudé i Joan Junyent i Benet van fundar, el 1910, la societat La Electra Industrial, i van encarregar a l'arquitecte Lluís Muncunill la construcció d'un edifici per a l'empresa, dedicada a la fabricació de motors, bombes centrífugues, transformadors de potència, turbines hidràuliques i alternadors. Després de la guerra civil, l'Electra fou comprada per l'AEG i es va traslladar al nou edifici de la carretera de Castellar. L'antic taller es va fer servir com a garatge fins a l'any 2000, en què es va restaurar i convertir en habitatges.